# 합포군
합포군(合浦郡)은 중국의 옛 군이다.

## 전한
교지자사부에 속했다. 원시 2년(2년)의 인구조사에 따르면 15,398호, 78,980명이 있었다. 아래의 속현 목록은 《한서》지리지의 내용이다. 원연·수화 연간(기원전 8년 무렵)의 현황으로 여겨지며, 총 5현이다.
| 현명   | 한자   | 대략적 위치             | 비고                                                                                    |
| ------ | ------ | ----------------------- | --------------------------------------------------------------------------------------- |
| 서문현 | 徐聞縣 | 잔장시 쉬원 현 남서     |                                                                                         |
| 고량현 | 高凉縣 | 양장시 북               |                                                                                         |
| 합포현 | 合浦縣 | 베이하이시 허푸 현 북동 | 관문이 있다.                                                                            |
| 임윤현 | 臨允縣 | 윈푸시 신싱 현 남       | 뇌수(牢水)가 북으로 고요현에 이르러 울수로 들어가니, 합포·창오 2군을 지나 530리를 간다. |
| 주로현 | 朱盧縣 | 하이난섬?               | 도위의 치소가 있다.                                                                     |

## 신
군의 이름을 환합(桓合)으로 고치고 다음 현의 이름을 고쳤다.
| 전한 | 신         |
| ---- | ---------- |
| 합포 | 환정(桓亭) |
| 임윤 | 대윤(大允) |